# لوک به تفرجگاه می‌رود
لوک به تفرجگاه می‌رود (انگلیسی: Luke Does the Midway) یک فیلم کمدی صامت کوتاه به کارگردانی هال روچ است که در سال ۱۹۱۶ منتشر شد.

## بازیگران
- هارولد لوید
- اسناب پالرد
- ببه دنیلز
- سمی بروکس
- باد جیمیسون
- چارلز استیونسون
- دی لمپتون
- هری تاد
- فرد سی. نیومیر
- مارگارت جاسلین